# Rechtsanwaltskammer für den Oberlandesgerichtsbezirk Hamm
Die Rechtsanwaltskammer für den Oberlandesgerichtsbezirk Hamm (RAK Hamm) ist eine von 28 Rechtsanwaltskammern in Deutschland. Sie ist eine Körperschaft des öffentlichen Rechts und hat ihren Sitz in Hamm, Nordrhein-Westfalen. 
Der Kammer gehören über 13.000 Mitglieder an, was sie bundesweit zu einer der vier größten Kammern macht. Der Kammerbezirk erstreckt sich im Bezirk des Oberlandesgerichts Hamm auf die Landgerichtsbezirke Arnsberg, Bielefeld, Bochum, Detmold, Dortmund, Essen, Hagen, Münster, Paderborn und Siegen, was flächenmäßig die größte Ausdehnung einer Kammer in Deutschland bedeutet.
Die Selbstverwaltungsorganisation der zugelassenen Rechtsanwälte und Rechtsanwaltsgesellschaften wird von einem üblicherweise 30-köpfigen Vorstand sowie einem fünfköpfigen Präsidium geleitet.
Neben der RAK Hamm gibt es in NRW noch die Kammern in Düsseldorf und Köln. 